# Геда Дунђерски
Гедеон Геда Дунђерски (Србобран, 1. фебруар 1875 — Будимпешта, 12. јул 1939) био је српски велепоседник, индустријалац, правник, банкар, добротвор.

## Породица Дунђерски
Крајем 17. века, из херцеговачког села Вишњево крај Гацка, бежећи од Турака преци Дунђерских стигли су у Аустроугарску. Као првог Дунђерског у Сентомашу, касније Србобрану, породично предање памти Аврама и његова три сина Арона, Гедеона „Гецу” (право име му је било Јован) и Нестора. Према свећењу цркве Светог Ђорђа 1807. године у ондашњем Сентомашу крштен је Гедеон „Геца” Дунђерски. Име је добио на несвакидашњи начин. Када је тадашњи епископ бачки Гедеон Петровић дошао да освешта цркву, новорођеном трећем Аврамовом сину дао је своје име.
Најмлађи син, Гедеон „Геца”, зачетник је богатства Дунђерских и први је Гедеон у фамилији. Породицу је издвојио од осталих у Србобрану. Отворен је био за све што је ново и добро у пословању и то је примењивао на својим имањима. Јако дуго је инсистирао да породица буде на окупу. Имао је три сина: Александра „Шандора”, Новака и Лазара. Седам деценија након рођења Геце Дунђерског, рођен је његов унук и имењак коме је надимак био Геда.

## Биографија
Гедеон Геда Дунђерски основну школу завршио је у Србобрану, матурирао у српској гимназији у Новом Саду, а потом је уписао студије права. Докторирао је у Будимпешти у 21. години. Као равноправни ортак са оцем, Лазаром Дунђерским, управљао је целокупном породичном имовином. Оженио се Теодором „Дором” (рођ. Влаховић) и имао два сина, Душана и Лазара, и кћер Софију. Био је најкрупнији земљопоседник у Србобрану. Посед му се простирао у општинама Србобран, Бачко Градиште, Бачка Паланка, Нови Сад, Бегеч, Гложан и Чеб (данашње Челарево).
Умро је у санаторијуму „Сиеста” у Будимпешти, а сахрањен је у породичној капели у Србобрану.

### Имовина
Имао је неколико спахилука са замковима, парковима и ловиштима, неколико фабрика, хотел „Краљица Марија” у Новом Саду... Поседовао је: пиваре у Челареву и Зрењанину,
кудељару у Челареву,
две фабрике шпиритуса — у Србобрану и Челареву,
парни млин у Србобрану
фабрику уља у Србобрану,
као и више индустријских предузећа у Новом Саду.
У Челареву је подигао ергелу за узгој пунокрвних и полукрвних коња.

### Пољопривредна делатност
Бавио се и напредним сточарством, гајећи говеда, свиње и овце. Као пољопривредник највишег ранга, путовао је у Енглеску да би проучио мелиорациону делатност, а нарочито дренажу. Схватајући хидротехничке проблеме и методе и знајући од каквог су значаја задружни објекти, насипи и канали, као иницијатор, оснивач и организатор чипско-бегејске водне задруге у целој земљи је организовао водне задруге у централне одборе, позивајући на сарадњу многе младе инжењере. Захваљујући томе успео је да спасе жетву 1919. те је изабран за председника Савеза водних задруга и дугогодишњег председника Централног одбора за водне задруге. Управо његовом иницијативом водне задруге и хидротехничка служба прве су биле потпуно национализоване.

### Привредна делатност
- Учествовао је у организовању привредних институција и у стварању централних привредних установа као што су Народна банка, Српска банка или Јадранско-подунавска банка.
- Као један од оснивача налазио се на положају председника управног одбора Новосадске продуктне и ефектне берзе од оснивања до смрти и на месту председника управног одбора фабрике шећера а.д. „Бачка” у Новом Врбасу.
- Био је члан управног одбора многих значајних државних институција и фабрика:

Народне банке Краљевине СХС, Српске банке д.д. у Загребу, филијале у Будимпешти, „Камендин” д.д. за производњу серума у Новом Саду, текстилне фабрике „Косте Илића и синова” а.д., творнице конзерви „Кулпин” д.д. у Новом Саду.
- Био је сувласник фабрике ратних авиона „Икарус” (1926—1933) и оснивач и сувласник са 50% капитала фабрике авионских мотора у Раковици.

### Учешће у верском и културном животу
- Члан Патријаршијског савета,
- подначелник Друштва за Српско народно позориште од 1905. године,
- председник Матице српске (1911—1920). У време када јој је било најтеже, знањем, интензивним радом и енергичним иступањем успео је да среди њене злоупотребама уздрмане финансије и да својим угледом отклони припреману интервенцију мађарских власти.
- За време његовог мандата завршена је зграда Трандафилског сиротишта, задужбине Марије Трандафил, чија је изградња била обустављена због великих проблема са предузимачима.
- Захваљујући његовом ангажовању и одлучности током Првог светског рата спасен је значајан део Матичине имовине, као и фондација којима је она руковала, а које су мађарске власти намеравале да претворе у ратне зајмове.
- После рата, пре свега захваљујући његовом утицају, а с обзиром на хумани задатак фондација, донета је одлука да земља која је била део задужбина под управом Матице српске не потпадне под удар аграрне реформе.
- Под његовим председништвом израђен је нови нацрт устава Матице српске.

### Политичко ангажовање
- Био је члан административног одбора Бачке жупаније.
- Од 1910. године је као представник Бачко-бодрошке жупаније постао стални члан пештанског парламента, у којем је одлучно бранио српске интересе, и то нарочито интересе Срба у Угарској.
- Био је посланик у Угарском сабору на листи Странке рада Иштвана Тисе (тзв. „мункашке странке”).
- Носилац титуле витеза ц. кр. и Ордена Фрање Јосифа.
- Биран је за члана градског представништва Новог Сада у периоду од 1914. до 1918. године.
- После рата изабран је за народног посланика у Бачкопаланачком срезу 1931. године, али је после краћег времена поднео оставку како би се потпуно посветио привредној делатности.

Као и већина чланова породице Дунђерски, био је у блиским везама са Двором у Београду. За национални, културни и привредни рад одликован је многим орденима. Као и његов отац Лазар, био је мецена и пријатељ многих уметника. У свом дому у Новом Саду и у дворцу у Челареву угошћавао је Уроша Предића, Лазу Костића, Михајла Пупина, Михајла Полит-Десанчића, Јована Јовановића Змаја, Јована Бошковића, Станоја Станојевића, Пају Јовановића, краља Александра Карађорђевића, краљицу Марију и њихову децу, кнеза Павла и кнегињу Олгу, и многе друге истакнуте личности свог времена.

### Добротвор
Као и други Дунђерски, био је народни добротвор. Слао је вагоне хране у сиромашне крајеве у време гладних година. Матици српској и СНП у Новом Саду оставио је значајне легате.За Универзитетску библиотеку у Београду купио је за 320.000 динара изузетно богату библиотеку новосадског библиофила Петра Стојадиновића од 8.000 наслова старих књига и поклонио је 1929. године. То је Легат Гедеона Дунђерског.